# Alan Hovhaness
Alan Hovhaness Chakmakjian (en armenio: Ալան Յովհաննէս) (Somerville, Massachusetts, 8 de marzo de 1911-Seattle, 21 de junio de 2000) fue un compositor estadounidense de ascendencia armenia y escocesa.
Hovhaness comenzó a componer desde niño. Estudió en el New England Conservatory, lo que lo inclinó a cultivar el interés por la música "no occidental", que influiría en sus propios trabajos. Destruyó sus primeras composiciones para después ir mejorando.
Inspirado por la música de su herencia armenia y su característico misticismo, compuso más de cuatrocientas obras, entre las cuales se encuentran cerca de 60 sinfonías y muchas otras piezas orquestales, muchas veces referentes a temas sagrados, otras incorporando sonidos aleatorios o sencillos, como en And God Created Great Whales (1970). Su obra más importante es la sinfonía No. 2, Mysterious Mountain (1955), que fue incluso grabada por el célebre compositor de bandas sonoras John Williams con la Orquesta Sinfónica de Londres en 1997. Se lo suele encuadrar en el minimalismo sacro.

## Biografía
Nació como Alan Vaness Chakmakjian en Somerville (Massachusetts), el 8 de marzo de 1911. Hijo de Madeleine Scott (una estadounidense de ascendencia escocesa) y  Haroutioun Hovanes Chakmakjian (un profesor de química armenio en el Tufts College que había nacido en Adana, actual Turquía). Cuando tenía cinco años, su familia se mudó de Somerville a Arlington (Massachusetts). Un vecino de la familia Hovhaness dijo que su madre había insistido en mudarse de Somerville debido a la discriminación contra los armenios allí.
Hovhaness se interesó por la música desde muy pequeño. A los cuatro años escribió su primera composición, una cantata de estilo italiano temprano inspirada en una canción de Franz Schubert. Su familia estaba preocupada por sus composiciones nocturnas y por su futuro financiero como artista. Decidió dedicarse brevemente a la astronomía, otra de sus primeras pasiones.

### Nombre
La madre no quiso que el niño estudiara la cultura armenia, por ello le cambió el nombre por el de Alan Vaness. Tras la muerte de su madre (el 3 de octubre de 1930), el compositor comenzó a usar el apellido "Hovaness" en honor a su abuelo paterno. Afirmó que el cambio de nombre, del original Chakmakjian, reflejaba el deseo de simplificarlo, ya que "nadie lo pronunciaba bien".  Sin embargo, la hija de Hovhaness, Jean Nandi, escribió en su libro Unconventional Wisdom: "El nombre de mi padre cuando yo nací era 'Hovaness', pronunciado con acento en la primera sílaba. Su nombre original era 'Chakmakjian', pero en la década de 1930 quiso deshacerse de la conexión armenia y, por lo tanto, cambió su nombre por una versión americanizada de su segundo nombre. Años después, decidido a restablecer sus lazos armenios, lo cambió a 'Hovhaness', con acento en la segunda sílaba; este fue el nombre con el que posteriormente se hizo famoso". Este cambio de nombre se produjo en o antes de 1944, cuando utilizó por primera vez "Alan Hovhaness" para registrar varias obras inéditas, entre ellas "Aravod louso".

### Destrucción de obras tempranas
Durante las décadas de 1930 y 1940, Hovhaness destruyó muchas de sus primeras obras. Posteriormente afirmó haber quemado al menos 1000 piezas diferentes, un proceso que le llevó al menos dos semanas; en otra ocasión afirmó haber destruido alrededor de 500 partituras con un total de hasta mil páginas.  En una entrevista con Richard Howard, declaró que la decisión se basó principalmente en las críticas de Sessions a sus obras de ese período, y que quería un nuevo comienzo en la composición.

## Trayectoria
Hovhaness se interesó por la cultura y la música armenias en 1940 como organista de la Iglesia Apostólica Armenia de St. James en Watertown (Massachusetts), cargo que ocupó durante unos diez años. En 1942, obtuvo una beca en Tanglewood para estudiar en la clase magistral del compositor checo Bohuslav Martinů. Durante un seminario de composición, mientras se interpretaba una grabación de la primera sinfonía de Hovhaness, Aaron Copland habló en español en voz alta con los compositores latinoamericanos presentes; al final de la grabación, Leonard Bernstein se acercó al piano, tocó una escala menor melódica y criticó la obra, calificándola de "música barata de gueto".  Aparentemente enojado y angustiado por esta experiencia, abandonó Tanglewood prematuramente, abandonando su beca y destruyendo de nuevo varias de sus obras tras esa gran decepción.
El año siguiente se dedicó a temas armenios, en particular utilizando modos distintivos de la música armenia, y continuó en esta línea durante varios años, logrando cierto renombre y el apoyo de otros músicos, incluido el compositor experimentalista radical John Cage y la coreógrafa Martha Graham, todo mientras continuaba como organista de la iglesia.
Su carrera se desarrolló en varios lugares, incluyendo la Universidad de Boston, donde fue profesor invitado del Conservatorio de Boston. Entre sus alumnos se encontraban los músicos de jazz Sam Rivers y Gigi Gryce.
En 1951, Hovhaness se mudó a Nueva York , donde se dedicó por completo a la composición. Ese mismo año (a partir del 1 de agosto), trabajó para la Voz de América, primero como guionista de la sección armenia y luego como director musical, compositor y asesor musical para las secciones de Oriente Próximo y Transcaucasia. Finalmente, perdió este trabajo (junto con gran parte del resto del personal), a partir de entonces, se diversificó en la música armenia, adoptando estilos y material de diversas fuentes. En 1953 y 1954 recibió becas Guggenheim de composición. Compuso la partitura para la obra de Broadway The Flowering Peach de Clifford Odets en 1954, un ballet para Martha Graham (Ardent Song, también en 1954) y dos partituras para documentales de la NBC sobre la India y el Sudeste Asiático (1955 y 1957). Durante la década de 1950, compuso para producciones de The Living Theatre.
Su mayor avance hasta entonces llegó en 1955, cuando Leopold Stokowski estrenó su Sinfonía n.º 2, "La montaña misteriosa", en su debut con la Sinfónica de Houston. Ese mismo año, MGM Records publicó grabaciones de varias de sus obras. Entre 1956 y 1958, a instancias de Howard Hanson, admirador de su música, impartió clases de verano en la Escuela de Música Eastman, presidida durante mucho tiempo por Hanson. Uno de los alumnos de Hovhaness allí fue Dominick Argento, quien lo describió como «con diferencia, el compositor más espontáneo y prolífico que he conocido».
En la primavera de 1962 con Masatoshi Shamoto en Hawái, y una beca de la Fundación Rockefeller le permitió profundizar sus estudios de gagaku con Masataro Togi en Japón (1962-1963). Durante su estancia en Japón, estudió e interpretó el nagauta (kabuki) shamisen y el jōruri (bunraku) shamisen. En reconocimiento a los estilos musicales que estudió en Japón, escribió Fantasía sobre xilografías japonesas, Op. 211 (1965), un concierto para xilófono y orquesta.
En 1965, como parte de una delegación patrocinada por el gobierno estadounidense, visitó Rusia, así como Georgia y Armenia, bajo control soviético, la única vez que visitó su patria paterna ancestral. Durante su estancia, donó sus manuscritos de música litúrgica armenia armonizada al Museo Estatal de Arte y Literatura Yeghishe Charents de Ereván.